# Supercopa de Angola
La Supercopa de Angola (en portugués: SuperTaça de Angola) es un partido de fútbol anual entre los campeones de la Girabola o Primera División de Angola y la Copa de Angola.
La primera edición del trofeo fue disputada en 1985, y se celebra en el mes de febrero de cada año al comienzo de la temporada futbolística.

## Finales
| Temporada | Campeón                  | Resultado           | Finalista                |
| --------- | ------------------------ | ------------------- | ------------------------ |
| 1985      | Primeiro de Maio         | -                   | Desconocido              |
| 1986      | Interclube de Luanda     | 1–0, 1–0            | Petro Atlético de Luanda |
| 1987      | Petro Atlético de Luanda | -                   | Desconocido              |
| 1988      | Petro Atlético de Luanda | -                   | Ferroviário da Huíla     |
| 1989      | No disputada             | No disputada        | No disputada             |
| 1990      | No disputada             | No disputada        | No disputada             |
| 1991      | Primeiro de Agosto       | -                   | Petro Atlético de Luanda |
| 1992      | Primeiro de Agosto       | -                   | Petro Atlético de Luanda |
| 1993      | Petro Atlético de Luanda | -                   | Primeiro de Agosto       |
| 1994      | Petro Atlético de Luanda | -                   | AS Aviação               |
| 1995      | Independente Tômbwa      | -                   | Petro Atlético de Luanda |
| 1996      | AS Aviação               | -                   | Petro Atlético de Luanda |
| 1997      | Primeiro de Agosto       | -                   | Progresso do Sambizanga  |
| 1998      | Primeiro de Agosto       | -                   | Petro Atlético de Luanda |
| 1999      | Primeiro de Agosto       | 2–2, 4–0            | Petro Atlético de Luanda |
| 2000      | Primeiro de Agosto       | 0–0, 3–0            | Sagrada Esperança        |
| 2001      | Interclube de Luanda     | 1–1, 1–0            | Petro Atlético de Luanda |
| 2002      | Petro Atlético de Luanda | 5–1, 1–1            | Desportivo Sonangol      |
| 2003      | AS Aviação               | 1–1, 0–0 (5-4 pen.) | Petro Atlético de Luanda |
| 2004      | AS Aviação               | 4–1, 2–0            | Interclube de Luanda     |
| 2005      | AS Aviação               | 3–1, 2–0            | Desportivo Sonangol      |
| 2006      | AS Aviação               | 0–0, 2–1            | Sagrada Esperança        |
| 2007      | Benfica de Luanda        | [ 2 ]               | Primeiro de Agosto       |
| 2008      | Interclube de Luanda     | 1–0, 2–1            | Primeiro de Maio         |
| 2009      | Santos FC Angola         | 2–0, 1–2            | Petro Atlético de Luanda |
| 2010      | Primeiro de Agosto       | 2–1, 1–1            | Petro Atlético de Luanda |
| 2011      | AS Aviação               | 0–0, 1–0            | Interclube de Luanda     |
| 2012      | Interclube de Luanda     | 1–0, 1–1            | Recreativo do Libolo     |
| 2013      | Petro Atlético de Luanda | 1–0, 1–1            | Recreativo do Libolo     |
| 2014      | Kabuscorp SC             | 3–1                 | Petro Atlético de Luanda |
| 2015      | Recreativo do Libolo     | 0–0 (4-2 pen.)      | Benfica de Luanda        |
| 2016      | Recreativo do Libolo     | 6–0                 | Bravos do Maquis         |
| 2017      | Primeiro de Agosto       | 1–0                 | Recreativo do Libolo     |
| 2018      | No disputada             | No disputada        | No disputada             |
| 2019      | Primeiro de Agosto       | 0–1, 2–0            | Desportivo da Huíla      |
| 2020      | No disputada             | No disputada        | No disputada             |
| 2021      | Sagrada Esperança        | 0–0 (4-3 pen.)      | Petro Atlético de Luanda |
| 2022      | Desportivo da Huíla      | 0–0 (3-1 pen.)      | Petro Atlético de Luanda |
| 2023      | Petro Atlético de Luanda | 1–0                 | Académica do Lobito      |
| 2024      | Petro Atlético de Luanda | 1–1 (5-4 pen.)      | Bravos do Maquis         |

## Títulos por club
| Club                    | Campeón | 2° | Años campeón                                         |
| ----------------------- | ------- | -- | ---------------------------------------------------- |
| Primeiro de Agosto      | 9       | 2  | 1991, 1992, 1997, 1998, 1999, 2000, 2010, 2017, 2019 |
| Petro Atlético Luanda   | 8       | 14 | 1987, 1988, 1993, 1994, 2002, 2013, 2023, 2024       |
| Atlético Sport Aviação  | 6       | 1  | 1996, 2003, 2004, 2005, 2006, 2011                   |
| Interclube de Luanda    | 4       | 2  | 1986, 2001, 2008, 2012                               |
| Recreativo do Libolo    | 2       | 3  | 2015, 2016                                           |
| Sagrada Esperança       | 1       | 2  | 2021                                                 |
| Primeiro de Maio        | 1       | 1  | 1985                                                 |
| Benfica de Luanda       | 1       | 1  | 2007                                                 |
| Desportivo da Huíla     | 1       | 1  | 2022                                                 |
| Independente Tômbwa     | 1       | –  | 1995                                                 |
| Santos FC               | 1       | –  | 2009                                                 |
| Kabuscorp SC            | 1       | –  | 2013                                                 |
| Desportivo Sonangol     | –       | 2  | -----                                                |
| Bravos do Maquis        | –       | 2  | -----                                                |
| Ferroviário da Huíla    | –       | 1  | -----                                                |
| Progresso do Sambizanga | –       | 1  | -----                                                |
| Académica do Lobito     | –       | 1  | -----                                                |